# Gama (djur)
Gama är ett släkte av skalbaggar. Gama ingår i familjen Melolonthidae.

## Dottertaxa tillGama, i alfabetisk ordning[1]
- Gama aenea
- Gama aeneotincta
- Gama aeneovaria
- Gama aeneoviridis
- Gama aenescens
- Gama angustula
- Gama aurichalcea
- Gama breviceps
- Gama esperitosantensis
- Gama fulvipennis
- Gama fusca
- Gama fuscoaenea
- Gama grandicornis
- Gama hamifera
- Gama lepichaeta
- Gama lutea
- Gama metallescens
- Gama musiva
- Gama ohausi
- Gama pallida
- Gama pilosa
- Gama pulverulenta
- Gama quadrifoliata
- Gama relucens
- Gama rufoflava
- Gama rugipennis
- Gama squamiventris
- Gama viridescens
- Gama viridiaenea
- Gama viridifusca